# 方志敏
方志敏（1899年8月21日—1935年8月6日），原名方远镇，乳名正鹄，号慧生，江西弋阳人，中国近代政治人物，中國工農紅軍高级将领。
方志敏早年在江西从事农民运动，领导弋横暴动。先后任中华苏维埃共和国赣东北省和闽浙赣省苏维埃政府主席，红十军、红十一军政治委员，中共闽浙赣省委书记，红十军团军政委员会主席。1935年在怀玉山之战中被俘，后在南昌被處決。

## 生平

### 早年加入中共
方志敏出身于江西弋阳漆工镇湖塘村一个自耕农家庭。7岁入私塾。17岁考入弋阳县立高等小学。1919年夏考入江西省立甲种工业学校预科班，次年升入应用机械科:470。为该校学生自治会负责人，1921年春被校方开除。同年秋又考入教会学校九江南伟烈中学。1922年春参加“非基督教大同盟”:471。同年7月赴上海，任《民国日报》校对，并在上海大学旁听。不久加入中国社会主义青年团。8月赴南昌创办“文化书社”，出版《青年声》周报，与趙醒儂等人创建中国社会主义青年团南昌地方组织:473。
1924年3月，方志敏加入中国共产党:474。7月，任国民党江西省党部执行委员兼农民部部长。不久，回老家弋阳创建中共漆工镇小组，组织“弋阳青年社”，出版《寸铁》旬刊，建立农民协会，领导农民运动:475。方志敏的五叔方雨田帶頭對抗農民運動，靠民團鎮壓農民。1925年夏天，他帶領農民抓住五叔，他的祖母、父親都來求情，他仍然下令把五叔處死。1926年5月，出席广东省第二次农民代表大会。同年12月，任江西省农民协会筹备处秘书长:476。1927年3月在南昌创办江西农民运动训练班，组织了农民自卫武装。6月5日，被国民政府江西省政府主席朱培德“礼送”出境，旋化名李祥松，流亡赣西。8月1日南昌暴动后，潜回弋阳，先后任中共弋阳区委书记、中共横峰区委书记:481。

### 第一次国共内战时期

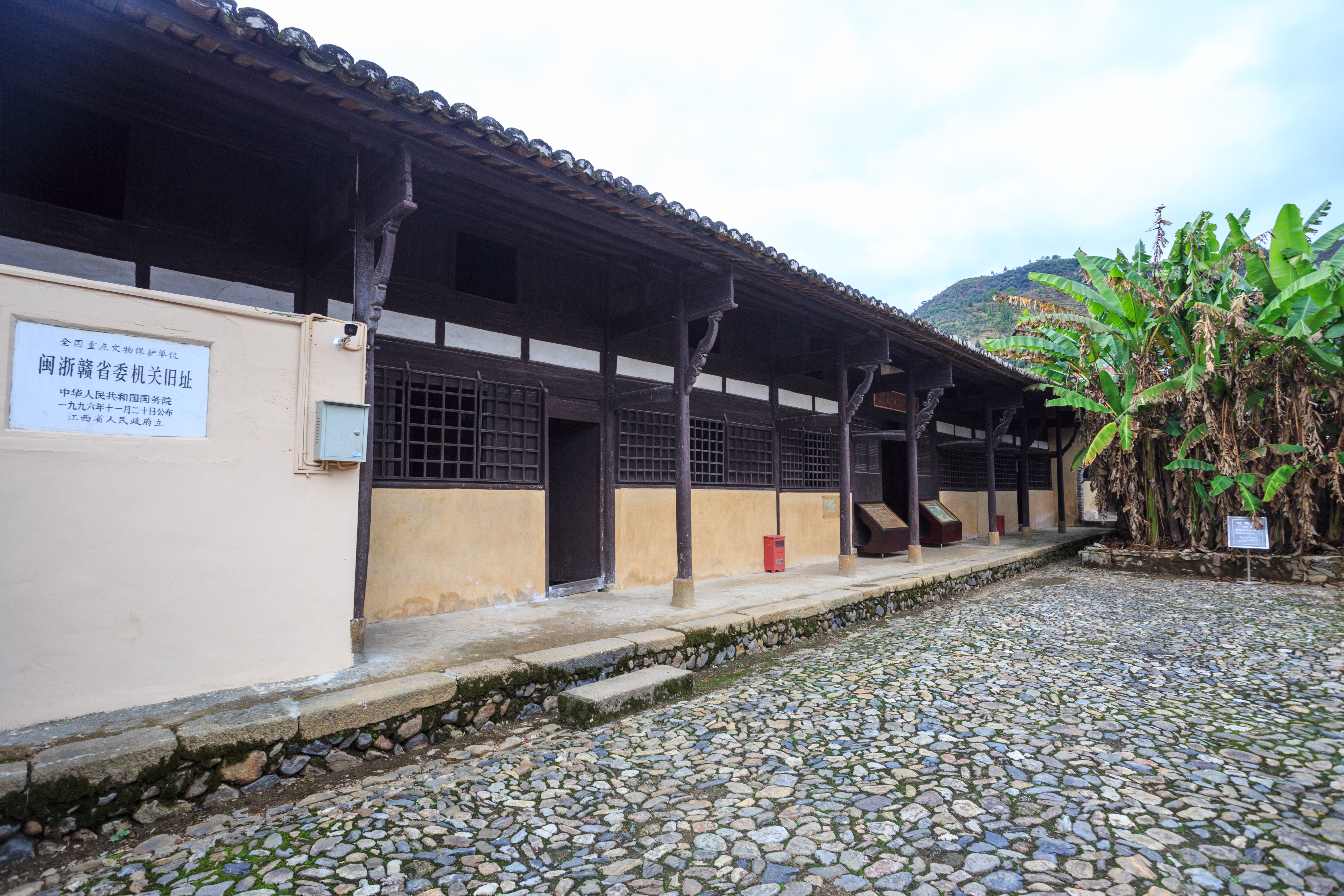
闽浙赣省委机关旧址

1927年11月至1928年2月与黄道、邵式平等领导弋横暴动，任暴动总指挥:483。后转战赣东北、闽北，创建赣东北革命根据地。1930年，任信江苏维埃政府革命军事委员会主席，率独立团在赣东北、闽北一带开辟根据地。先后领导了贵溪、万年等县的农民暴动。同年7月，组建中国工农红军第十军，攻占并掠夺景德镇:491，瓷上肖像画创始人鄧碧珊被殺，還绑架了在景德镇经商的多名外国商人，将他们押往中华苏维埃共和国赣东北省省会葛源。被绑架者中的外国商人在缴纳贖金後被釋放。方的女兒則稱方向外国商人宣傳中共的政策，說明紅軍不是強盜，帶著他們到蘇區各地參觀，外国商人因此感動捐錢。在景德鎮獲得的黄金、白银、股票，价值30多万元。方的行為在紅軍中有先例，如1928年朱德前往井岡山與毛澤東會師途中就在湘南打土豪籌餉，毛在「八月失敗」後給湖南省委的報告中說軍餉全靠打土豪，但難以持續。古田会议纪念馆中保存着一份1932年7月油印的文件，叫《筹款须知》，說明红军如何綁架筹款。8月，方当选为赣东北特区革命委员会主席。
1931年3月，方志敏当选为赣东北特区苏维埃政府主席兼文化委员会主席、红十军政委，率部转战贵溪、余江及闽北地区:495。1931年9月，被选为中共赣东北省委常委。1931年11月，当选为中华苏维埃共和国临时中央政府执行委员、主席团委员，并获中华苏维埃第一次全国代表大会授予的红旗章:497。同年当选为赣东北省苏维埃政府主席兼财政部长:499。1932年6月，方志敏领导的赣东北红军攻打浙江省廿八都镇。此役红军广丰独立团由团长周良瑞、政委吴光丕率领，缴获的物资加现洋值好几万元，並綁架地主等共二百多人勒贖。本地保长谢盛仔从广丰王家山被释放带回消息，財主家籌了贖金由谢盛仔率人送去。1932年9月，再任红十军政委，先后攻占赤石、星村两镇和浦城等地。12月，任闽浙赣省苏维埃政府主席:499。
1933年1月，红十军与中央苏区會師，改编为红十一军，方志敏帶來黄金2,000两、银元100余万元和药品40余箱，兼任政委，并组建新红十军。3月，被中华苏维埃共和国临时中央政府授予荣誉勋章。12月，任中共闽浙赣省委书记、闽浙赣军区司令员。期间，对曾洪易的左倾方针进行抵制:502。1934年1月，在中共六届五中全会上增补为中央委员，并在第二次全国工农兵代表大会上再度当选为中央执行委员、主席团委员。

### 被俘与被杀

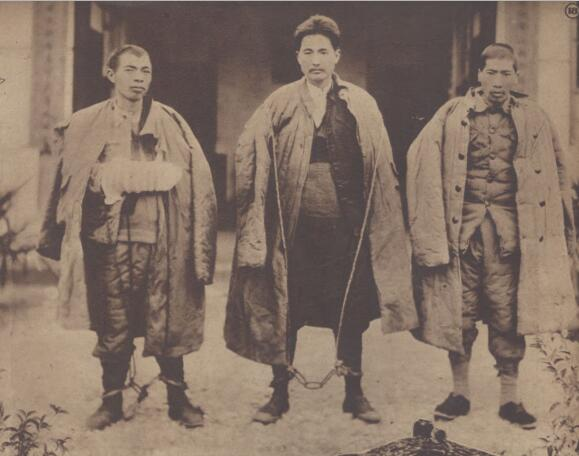
被俘的红军将领刘畴西、方志敏、王如痴

在國軍第五次圍剿下，1934年7月7日，由红七军团改编的中国工农红军北上抗日先遣队6,000余人，奉命进军福建、浙江等地，意图策应中央红军主力转移。7月8日，剿匪第八路軍司令趙觀濤電蔣中正，從方志敏部綁票的贖金不要現金，只要容易帶走的鈔票，判斷红军準備突圍。1934年10月，紅軍放棄中央蘇區，開始长征。1934年11月4日，红七军团与红十军合编为红十军团，原紅七軍團改編為红十九師，原紅十軍改編為红二十師，原閩浙贛蘇區赤衛隊改編為红二十一師，方志敏任军政委员会主席。11月18日，留在中央蘇區的項英發電，要求「以運動戰的方式向外線出擊，以在皖浙邊界創建新的蘇區。」19日，尋淮洲率十九師先行出發。24日，方志敏率红十军团军团部和红二十师、二十一師从葛源镇出发，向皖南进军，冲破德兴封锁线，经开化、婺源、休宁，12月10日抵达皖南黄山山麓的歙县汤口镇，与先出发的红十九师会合:99。12月14日，红十军团在谭家桥袭击王耀武任旅长的国民革命军补充第一旅，经激战后失败，红十九师师长寻淮洲战死:100。此后局势急转直下，红十军团被迫南下向闽浙赣根据地转移:101。由于军团长刘畴西的优柔寡断，红军一再错失突围良机。当时方志敏本随同粟裕的先遣部队突出重围，但因顾虑刘畴西迟疑，他又返回包围圈内:102。方志敏没能说服刘畴西，红十军团开始原地宿营。1935年1月16日晚，国民革命军利用红军休息的时机，完成了对红十军团的包围。24日，王耀武俘獲方志敏部的無線電，行營懸賞，能生擒方志敏者賞洋八萬元，斬獻首級者六萬元
。
1935年1月27日，红十军团在玉山县怀玉山区战败，1月29日二十师师长刘畴西、十九师师长王如痴、二十一师师长胡天桃等人被俘，独自脱逃的方志敏随后在玉山县陇首村被俘。而军团政委乐少华、政治部主任刘英与参谋长粟裕等人突围成功:103。国民政府先后在上饒、弋陽、南昌策劃了三次“慶祝生擒方志敏大會”示眾。同年8月6日，方志敏、刘畴西於南昌下沙窝被执行死刑。

## 争议
方志敏所轄紅十軍團十九師在師長尋淮洲等人率領下，於1934年12月6日在旌德扣留美國傳教士師達能（John Stam）和史文明（Elizabeth Alden Scott "Betty" Stam）夫婦，由于勒索兩萬大洋不成，將兩人砍头處決。12月10日，红十九师和方志敏部会师。1935年2月1日，政府在上饶公共体育场举行了“上饶各界庆祝生擒方志敏大会”。教士麥克法蘭在會後寄信給上海內地會，叙述了方志敏的被捕和当地人的反应，并将其列为谋杀史坦牧師夫婦的首要责任人之一。
方志敏被判處死刑的原因有不同說法。方志敏被俘後，美國駐華公使於1935年2月18日照會中國外交部，表示殺害師達能夫婦的兇犯南愛豐、江秉富、朱毛頭、洪三元四人筆錄表明是奉命殺人，但誰下令並未查明，希望中國政府查明追緝下令者。有說方是被国民政府以謀殺師達能夫婦的罪名判處死刑的，同时被俘的但没有参与杀害师达能夫妇事件的乔信明则于1938年二次国共合作后被释放。江汉大学政法学院教授刘明钢從审讯過程判斷，方志敏不是因绑票和谋杀被判处死刑。另有网民因网上诋毁方志敏烈士已被治安拘留。

## 身后

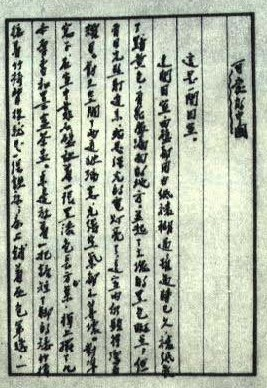
方志敏《可爱的中国》手稿，现藏于中国革命博物馆。

方志敏死前在狱中写下多篇文稿。共有《我从事革命斗争的略述》、《可爱的中国》、《清贫》等十四篇遗稿被送出监狱，得以保留。其中《死!——共產主義的殉道者的記述》一文稱“敌人只能砍下我们的头颅，决不能动摇我们的信仰！因为我们信仰的主义，乃是宇宙的真理！为着共产主义牺牲，为着苏维埃流血，那是我们十分情愿的啊！”這段文字被江澤民在中共中央紀委第八次全會講話中引用稱讚。2013年5月22日《解放军报》发表的署名文章《中国梦的自信在哪里》也加以引用。
1957年于下沙窝修建化纤厂挖地基时发现了方志敏9块遗骨。1960年在南昌西郊梅岭山麓修建方志敏烈士墓，毛泽东亲笔题词。现弋阳县漆工镇湖塘村有1950年重修的方志敏故居。
毛泽东称赞他是“以身殉志，不亦伟乎”的“人民英雄”。叶剑英把他喻为文天祥之后的又一位“民族英雄”。郭沫若也稱贊：「千秋青史永留紅，百代難忘正學功。縱使血痕終化碧，弋陽依舊萬株楓。」1953年4月，毛泽东在登莫干山时，曾对身边人说：“方志敏同志是有勇气、有志气而且是很有才华的共产党员，他死的伟大，我很怀念他。”1999年8月20日，中国人民解放军总政治部、中共中央党史研究室在人民大会堂举行“纪念方志敏同志诞辰一百周年座谈会”，胡锦涛讲话称赞他说：“方志敏同志一生对革命事业的耿耿忠心；在他身上体现的崇高品格和浩然正气，是我们党的宝贵精神财富。他一切从实际情况出发，不断开创事业发展的新局面；他始终保持旺盛的革命斗志，不屈不挠，英勇奋斗；一身正气，清正廉洁，始终保持共产党人的政治本色和革命气节。”
2016年12月30日有消息称，方志敏干部学院在江西省上饶市弋阳县开工建设，项目总投资1.83亿元，由中共上饶市委及中共弋阳县委、弋阳县人民政府决定建设。
2017年10月23日，中国全国人大常委会法工委英雄烈士保护立法调研座谈会在江西省南昌八一起义纪念馆举行，方志敏的长孙方华清以其后代身份代表出席并发言称：「侵害方志敏烈士声誉的造谣帖文」（见「争议」一节）最早是在2010年代初从台湾发出，此后在网上流传，但大陆的党史、军史研究部门及舆论宣传监管部门以及方志敏原籍地党委政府均未重视给予反击，因而维护方志敏烈士声誉的工作全靠方华清以个人身份艰难推动。2017年，方华清向江西省弋阳县公安机关报案，促使公安机关逮捕了两名涉嫌“侵害方志敏烈士声誉”的人员。同年，在《中华人民共和国民法总则》第185条生效之际，方华清在向江西省弋阳县人民法院提起诉讼，要求对涉及网络传播侵害方志敏烈士声誉的帖文之责任人进行。另外方华清称，方志敏干部学院的建设事先并未征得方志敏家属同意，连累作为方志敏后代的他接受了中共江西省纪委的函询，并抨击该学院的建设是方志敏原籍地党委政府打着学习纪念革命先烈的幌子，对党搞假担当、玩假忠诚，是搏眼球、求政绩、搞形式主义的面子工程。

## 著作
- 《方志敏自传》（民国竖排版）
- 《方志敏狱中遗著》1977年江西人民出版社
- 《我从事革命斗争的略述》1980年人民出版社
- 《方志敏文集》 1985年人民出版社
- 《方志敏文集》 1999年江西人民出版社，上篇狱中文稿12篇，中篇关于农民运动和根据地建设著述23篇，其中十篇是第一次发表；下篇早期文艺作品9篇。
- 《方志敏全集》上下两册，2012年人民出版社，增补17篇约5万字。

## 荣誉
- 中华苏维埃共和国
  - 红旗勋章（1933年3月23日于江西葛源颁发[51]）

## 家庭
- 妻：缪敏
- 子：方英、方明、方兰
- 女：方梅（1932年11月至2024年10月3日上午5时在南昌逝世，享年92岁）
- 孫：方華清
- 弟：方志纯[52]